# 2309 Містер Спок
2309 Містер Спок (2309 Mr. Spock) — астероїд головного поясу, відкритий Джеймсом Гібсоном 16 серпня 1971 року і названий їм на честь свого кота.

## Властивості
Астероїд належить до сімейства Еос, групи астероїдів, які зазвичай мають велику піввісь від 2,95 до 3,1 астрономічної одиниці, обмежену всередину люком Кірквуда з орбітальним резонансом 7:3 з Юпітером і нахилом орбіти від 8° до 12°. Група названа на честь астероїда (221) Еос. Вважається, що сімейство виникло в результаті зіткнення астероїдів понад мільярд років тому.

## Назва
Астероїд був названий у 1985 році на честь кота першовідкривача, який, своєю чергою, був названий на честь персонажа «Зоряного шляху» містера Спока. Така назва призвела до того, що Міжнародний астрономічний союз, який уповноважений називати небесні тіла, включив у свої правила для найменування астероїдів положення про те, що імена на честь домашніх тварин є небажаними.